# Le grandi vacanze
Le grandi vacanze (Les Grandes Vacances) è un film del 1967 diretto da Jean Girault.
Commedia slapstick scritta appositamente per de Funès, fu uno dei maggiori successi dell'attore.

## Trama
Charles Bosquier è il preside severo di una scuola francese per figli di famiglie benestanti. Filippo, uno dei suoi figli, viene miseramente bocciato agli esami, così Bosquier lo manda in Inghilterra in uno scambio culturale tra studenti. Filippo dovrebbe essere ospitato dalla famiglia di un distillatore di whisky scozzese ma riesce a farsi sostituire da un compagno di studi, mentre a Bosquier viene assegnata la loro figlia Shirley. Questa coinvolge il figlio minore di Bosquier, Gerard, in vari intrattenimenti locali, sventando i piani di Filippo, che aveva progettato una vacanza in barca lungo la Senna. Segue una serie di malintesi e avventure. Monsieur Bosquier farà di tutto per chiarirli e ricondurre la prole sulla retta via.

## Produzione
Così ne parlò il regista Girault:
De Funès aggiunse:
Il film fu girato in Francia in varie località: i castelli di Tourelles a Vernon e di Gillevoisin a Janville-sur-Juine; il porto di Le Havre ed il ponte di Tancarville; l'aeroporto Charles de Gaulle, non ancora con questo nome, e il Teatro Olympia a Parigi e, ancora, a Mont-Dore, Les Mureaux, Igoville e Versailles.
Lo stuntman e pilota Jean Falloux morì a causa di un incidente aereo durante le riprese. Il film è a lui dedicato.

## Accoglienza

### Critica
(Edoardo Caroni)
(James Travers)

### Botteghino
Il film riscosse un grosso risultato al botteghino: si piazzò al primo posto nel 1967, con 7 milioni di franchi di incasso alla prima uscita nelle sale francesi.

## Riconoscimenti
- 1967 - Ticket d'or
- Prix Georges Courteline
  - Per l'interpretazione di Louis de Funès